# Málaya Zemlia

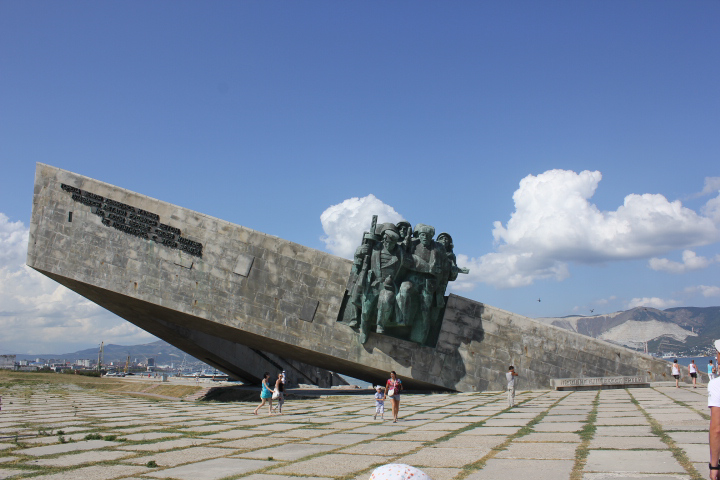
Imagen del Complejo conmemorativo Malaya Zemlya en Novorossiysk, que recuerda la batalla que tuvo lugar en febrero de 1943.

La operación a La pequeña parcela, La pequeña tierra o Málaya Zemliá (en ruso: Малая земля) fue una operación para recapturar una fortificación soviética en el cabo Mysjako de manos de los alemanes tras fuertes combates durante la batalla del cruce del Kubán de la Segunda Guerra Mundial en la noche del 4 de febrero de 1943 junto a Novorosíisk, que servía de maniobra de distracción sobre el asalto soviético a la ciudad.
Un contingente de 275 hombres de la infantería de marina voluntarios desembarcó de la Flota del Mar Negro durante una tormenta invernal en la costa del mar Negro al suroeste de Novorosíisk. Otro desembarco se dio en Yúzhnaya Ozeréyevka, pero acabó en fracaso por una emboscada. Por ese motivo se reelaboró el plan de ataque y se convirtió a Málaya Zemliá en el principal puesto de desembarco. Las tropas soviéticas aseguraron la cabeza de playa resistiendo los embates de la contraofensiva alemana, tanto de las fuerzas terrestres como de las aéreas. Los infantes de marina aguantaron sus posiciones contra fuerzas muy superiores y su comandante, el mayor Tsézar Kúnikov, fue herido mortalmente (moriría en el hospital de retaguardia de Gelendzhik el 14 de febrero). Se le concedió póstumamente el título de Héroe de la Unión Soviética. Es uno de los héroes soviéticos judíos de la Segunda Guerra Mundial.
La batalla es el argumento de la primera de las novelas de la Trilogía de Brézhnev, sobre la actuación de Leonid Brézhnev en el Frente Oriental. Existe un monumento en la ciudad de Novorossiysk que recuerda la batalla.